# Astropecten spiniphorus
Astropecten spiniphorus is een kamster uit de familie Astropectinidae.
De wetenschappelijke naam van de soort werd in 1950 gepubliceerd door Madsen.